# Sportivi Ghiaccio Cortina
La Sportivi Ghiaccio Cortina è una squadra di hockey su ghiaccio di Cortina d'Ampezzo (BL). È una delle più antiche e titolate società di hockey su ghiaccio italiane. È inoltre la squadra che vanta il maggior numero di presenze in Serie A.

## Storia

### La fondazione e i primi anni
La società fu fondata nel 1924 come Gruppo Sportivo Dolomiti Cortina, in seguito modificato in Club Sportivo Dolomiti e dal 1929 in Hockey Club Cortina. Con questa denominazione nel campionato del 1932 vinse il suo primo scudetto mentre tre anni più tardi, nel 1935, il fascismo impose la sparizione della parola hockey e la squadra fu così ribattezzata  Sportivi Ghiaccio Cortina. Nel dopoguerra ha mantenuto tale denominazione.

### Il dominio in campionato e le vittorie europee
Dopo aver disputato numerose finali per l'assegnazione del tricolore, nel campionato 1947/48 il Cortina arriva ancora in finale scudetto, che però questa volta non disputa, e quindi lo scudetto va a tavolino all'HC Milano. Partecipò in quegli anni a due campionati di serie A anche la seconda squadra ampezzana, il Cortina II che successivamente, nel campionato 1948/49, come aveva fatto l'anno precedente l'Amatori Milano, si staccherà dalla prima squadra per dar vita al Tofana, squadra che comunque si iscrisse solamente al torneo di serie A di quell'anno e senza di fatto parteciparvi in quanto dette forfait in tutte le partite che doveva disputare.

La formazione del Cortina campione d'Italia 1956-1957

Complici anche le VII Olimpiadi invernali giocate proprio a Cortina, i biancoazzurri, in seguito anche al periodo di crisi delle squadre milanesi, allora ai vertici del campionato, diventeranno i nuovi dominatori del torneo: tra la fine degli anni '50 e la metà degli anni '70 il Cortina lascerà agli avversari solo le briciole: vincerà difatti ben 14 scudetti in 19 stagioni.
In quegli anni gli ampezzani si aggiudicheranno anche due edizioni di un importante trofeo sovranazionale, la Coppa delle Alpi, che vedeva la partecipazione di squadre svizzere, austriache e slovene. Grazie ai titoli di campione d'Italia, il Cortina partecipò poi a numerose edizioni della Coppa dei campioni: il miglior risultato lo raggiunse nell'edizione 1970/71, quando, anche grazie a un ribaltamento del risultato deciso dalla IIHF contro l'EV Landshut, campioni uscenti della Germania Ovest, gli scoiattoli raggiunsero le semifinali (si fermarono poi al cospetto dei campioni cecoslovacchi del Dukla Jihlava).

Nel 1973 e nel 1974 il Cortina si aggiudicò anche le prime due edizioni della Coppa Italia, competizione che poi non fu più riproposta per quasi vent'anni.

### La fusione col Milano
Nel 1998, a causa della mancanza di copertura del palaghiaccio di Cortina, la squadra si fuse col Milano e darà vita alla Sportivi Ghiaccio Cortina Milano formazione nata dall'accordo tra Alvise Di Canossa (sponsor negli anni precedenti del Milano Saima con la Saima Avandero) e la dirigenza del Cortina. Giocherà il campionato 1998/99 con tale denominazione.

### Il ritorno in A e le vittoria del sedicesimo scudetto
Dopo un anno di assenza, nella stagione 2002/2003, sempre a causa della copertura dello stadio, e dopo qualche anno di assenza anche dalla massima serie, torna in serie A nella stagione 2003/2004 approdando subito in semifinale, dove però verrà agilmente superata dai Milano Vipers; nella stagione successiva, trascinati da Matt Cullen, a Cortina in seguito al lock-out della NHL, gli ampezzani si arrendono in finale solo a gara 7 al Milano. Nel 2005/2006 la squadra viene eliminata in semifinale dal Renon, mentre la stagione 2006/2007 riporta lo scudetto ai piedi delle Tofane, dopo ben 32 anni di assenza: è il sedicesimo della Sportivi Ghiaccio (il primo da quando esistono i playoff) che fa diventare momentaneamente la società la più titolata d'Italia assieme al Bolzano.

### Difficoltà finanziarie e rilancio

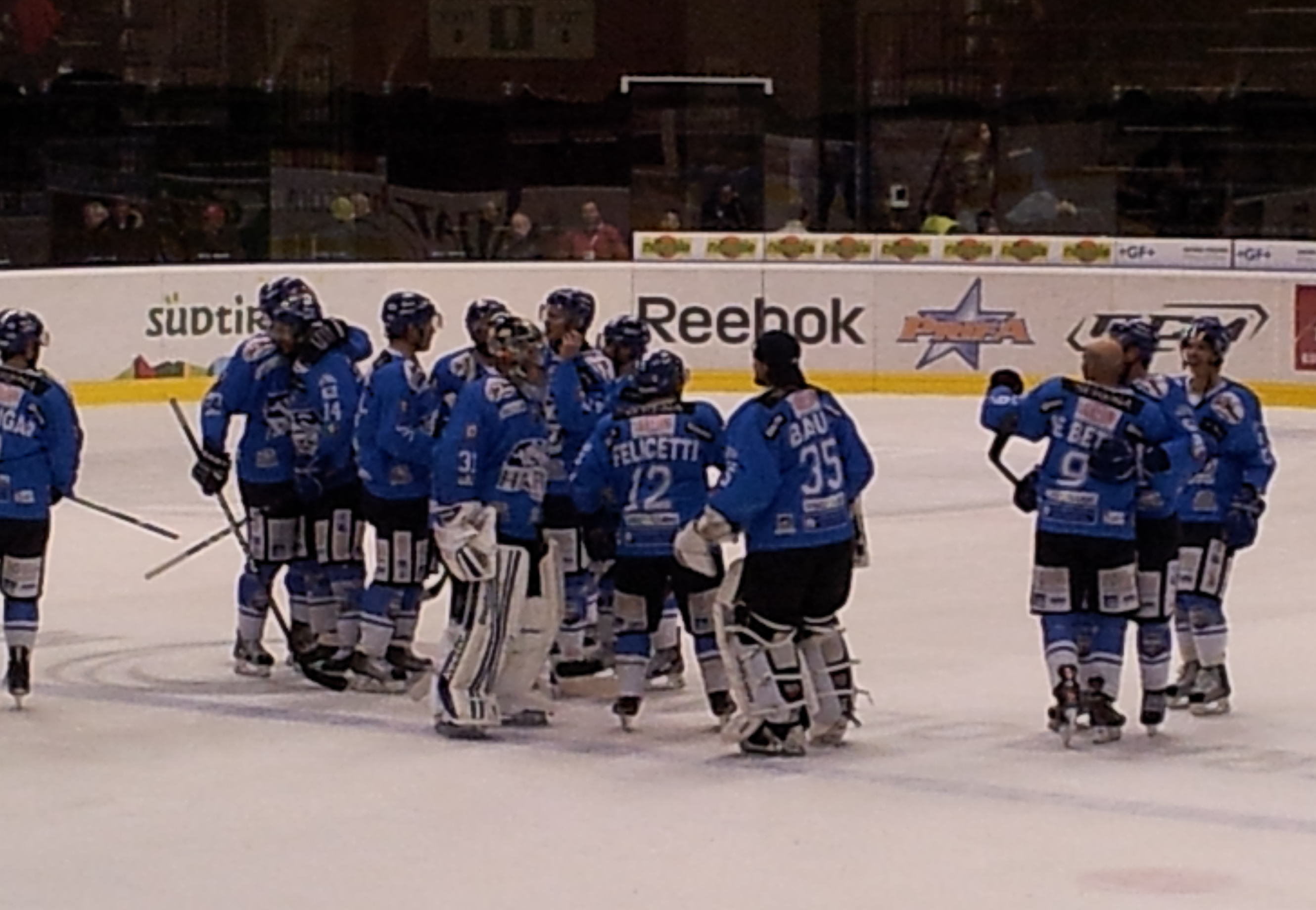
Il Cortina vincitore dell'edizione della Coppa Italia 2011-2012

La stagione 2008-2009 sembra essere quella del riscatto dopo il deludente campionato precedente (dove era stata eliminata in semifinale dall'Alleghe, nel sentito derby bellunese): la squadra ampezzana domina in lungo e in largo la prima parte del campionato; solo nelle ultime giornate perde il primo posto in classifica, occupato per buona parte della stagione. In Coppa Italia invece, la Sportivi Ghiaccio si ferma ancora in semifinale eliminata dal Bolzano, poi vincitore della manifestazione. Il finale di campionato si rivela ancor più amaro: nei playoff la squadra cede il passo sempre al Bolzano, nuovamente nelle semifinali. Nella stagione successiva il Cortina arriva invece ultimo nella regular season ed è così escluso dai play-off. Al termine di quella stagione a causa dell'abbandono degli sponsor e del pubblico e con pesanti debiti societari, la presenza del Cortina al campionato di hockey 2010/11 viene considerata a rischio, ma nonostante questo il presidente della società Alessandro Moser comunicò, sul finire dell'estate, di aver iscritto la squadra al massimo campionato italiano. Nella stagione 2011/12 la squadra si rilancia e riesce a vincere la sua terza Coppa Italia, battendo in semifinale il Val Pusteria all'overtime e in finale l'HC Bolzano ai tiri di rigore, dopo aver raggiunto il pareggio nei tempi regolamentari a soli 13" dalla fine.
Il 6 agosto 2014, per festeggiare il 90º anniversario della fondazione della società, si sono affrontati in un prestigioso match amichevole all'Olimpico il Metallurg Magnitogorsk (detentore della Kontinental Hockey League) e il Red Bull Salzburg (vicecampione della Österreichische Eishockey-Liga, avendo perso la finale col Bolzano).

### Approdo in AHL e diciassettesimo scudetto
A partire dalla stagione 2016/17 anche la società ampezzana decise di iscriversi alla nuova lega transfrontaliera nominata Alps Hockey League assieme alle altre formazioni della Serie A diventando subito una delle squadre protagoniste raggiungendo nella stagione inaugurale del torneo la semifinale, da cui è uscita sconfitta contro quel Ritten Sport che si laureerà campione.
La stagione seguente il Cortina chiuse al 9º posto mancando i playoff per soli 2 punti, superata dal Vipiteno. Nelle edizioni successive la squadra ha raggiunto sempre i playoff non riuscendo però mai a superare il primo ostacolo, i quarti di finale.
Nella stagione 2022/23 la squadra allenata da Giorgio De Bettin si è laureata campione d'Italia per la 17sima volta nella sua storia: uno scudetto atteso da 16 anni e conquistato tra le mura amiche nella sfida decisiva contro gli altoatesini del Ritten Sport. Nella stessa annata il Cortina raggiunse anche la sua prima finale di AHL (eliminando in sequenza, nei play-off, le austriache EHC Lustenau e EC Red Bull Salzburg 2) ma venne sconfitto per 4 a 2 nella serie dagli sloveni del HDD Jesenice.
La stagione successiva si aprì con un altro titolo: la vittoria contro il Varese detentore della Coppa Italia le valse la prima supercoppa italiana della sua storia. Gli scoiattoli raggiungono sia la finale scudetto che la finale della AHL dove in entrambe le occasioni verranno battuti dal Renon.
La stagione successiva inizia con un avvicendamento sul pancone degli scoiattoli con la dipartita di De Bettin e l'arrivo di Kai Suikkanen (campione ICEHL con il Bolzano nel 2017).
La squadra nei primi mesi di campionato fatica ad ingranare ma verso dicembre compie un sostanziale recupero che la vede rientrare tra le prime in classifica e accedere così ai playoff della AHL dove verrà però estromessa ai quarti dal Jesenice. Miglior sorte spetta invece nella lotta al titolo italiano dove la compagine veneta supera prima in semifinale il Gherdeina e poi in finale il Renon per conquistare così il 18° scudetto della propria storia.

## Cronistoria
| Cronistoria dello Sportivi Ghiaccio Cortina |
| --- |
| - 1925 · Finale nel campionato italiano. - 1926 · Finale nel campionato italiano. - 1927 · Finale nel campionato italiano. - 1928 · Campionato non disputato. - 1929 · Campionato non disputato. - 1930 · Finale nel campionato italiano. - 1931 · Finale nel campionato italiano. - 1932 · Campione d'Italia (1º titolo). - 1933 · Finale nel campionato italiano. - 1934 · Finale nel campionato italiano. - 1935 · 4º in Serie A - 1936 · Inattivo. - 1937 · Inattivo. - 1938 · 3º in Serie A. - 1939 · Campionato non disputato. - 1940 · Campionato non disputato. - 1941 · Inattivo. - 1942 · Campionato non disputato. - 1943 · Campionato non disputato. - 1944 · Campionato non disputato. - 1945 · Campionato non disputato. - 1946 · Campionato non disputato. - 1947 · 3º in Serie A. - 1947-1948 · Finale in Serie A. - 1948-1949 · 3º nel girone B in Serie A. - 1949-1950 · 3º nel girone scudetto in Serie A. - 1950-1951 · 1º nel girone B in Serie A. - 1951-1952 · 2º nel girone A in Serie A. - 1952-1953 · 3º nel girone scudetto in Serie A. - 1953-1954 · 4º in Serie A. - 1954-1955 · 3º nel girone scudetto in Serie A. - 1956 · Campionato non disputato. - 1956-1957 · Campione d'Italia (2º titolo). - 1957-1958 · 2º in Serie A. - 1958-1959 · Campione d'Italia (3º titolo). - 1959-1960 · 3º in Serie A. - 1960-1961 · Campione d'Italia (4º titolo). Vince la Coppa delle Alpi (1º titolo). - 1961-1962 · Campione d'Italia (5º titolo). - 1962-1963 · 2º in Serie A. - 1963-1964 · Campione d'Italia (6º titolo). - 1964-1965 · Campione d'Italia (7º titolo). - 1965-1966 · Campione d'Italia (8º titolo). Quarti di finale della Coppa dei Campioni. - 1966-1967 · Campione d'Italia (9º titolo). Terzo turno della Coppa dei Campioni. - 1967-1968 · Campione d'Italia (10º titolo). Primo turno della Coppa dei Campioni. - 1968-1969 · 2º in Serie A. - 1969-1970 · Campione d'Italia (11º titolo). Vince la Coppa delle Alpi (2º titolo). - 1970-1971 · Campione d'Italia (12º titolo). Semifinale della Coppa dei Campioni. - 1971-1972 · Campione d'Italia (13º titolo). Primo turno della Coppa dei Campioni. - 1972-1973 · 2º in Serie A. Vince la Coppa Italia (1º titolo). Primo turno della Coppa dei Campioni. - 1973-1974 · Campione d'Italia (14º titolo). Vince la Coppa Italia (2º titolo). - 1974-1975 · Campione d'Italia (15º titolo). Primo turno della Coppa dei Campioni. - 1975-1976 · 3º in Serie A. Primo turno della Coppa dei Campioni. - 1976-1977 · 4º in Serie A. - 1977-1978 · 2º in Serie A. - 1978-1979 · 4º in Serie A. - 1979-1980 · 4º in Serie A. - 1980-1981 · 4º in Serie A. - 1981-1982 · 6º in Serie A. - 1982-1983 · 6º in Serie A. - 1983-1984 · 8º in Serie A, quarti di finale dei play-off scudetto. - 1984-1985 · 8º in Serie A, quarti di finale dei play-off scudetto. - 1985-1986 · 9º in Serie A. - 1986-1987 · 4º in Serie A, quarti di finale dei play-off scudetto. - 1987-1988 · 8º in Serie A, quarti di finale dei play-off scudetto. - 1988-1989 · 10º in Serie A. Retrocesso in Serie B1. - 1989-1990 · 1º in Serie B1. Promosso in Serie A. - 1990-1991 · 10º in Serie A. Retrocesso in Serie B1. - 1991-1992 · 5º in Serie B1. - 1992-1993 · 2º in Serie B1, semifinale dei play-off promozione. - 1993-1994 · 1º in Serie B1, vince i play-off promozione. Promosso in Serie A. - 1994-1995 · 5º in Serie B1. - 1995-1996 · 5º in Serie B1. - 1996-1997 · 9º in Serie A. - 1997-1998 · 8º in Serie A, quarti di finale dei play-off scudetto. Semifinale della Coppa Italia. - 1998 · Si fonde con l'Hockey Club Milano Saima dando origine al Cortina-Milano. - 1998-1999 · 10º in Alpenliga. 3º in Serie A, semifinale dei play-off scudetto. - 1999-2000 · Partecipa al campionato francese. - 2000 · Termina la collaborazione con l'Hockey Club Milano Saima. - 2000-2001 · 4º in Serie B, semifinale dei play-off promozione. - 2001-2002 · 4º in Serie B, semifinale dei play-off promozione. - 2002-2003 · Inattivo. - 2003-2004 · 7º in Serie A, semifinale dei play-off scudetto. - 2004-2005 · 2º in Serie A, finale dei play-off scudetto Semifinale della Coppa Italia. - 2005-2006 · 4º in Serie A, semifinale dei play-off scudetto. Finale della Coppa Italia. - 2006-2007 · Campione d'Italia (16º titolo). Gironi eliminatori della Coppa Italia. - 2007-2008 · 5º in Serie A, quarti di finale dei play-off scudetto. Semifinale della Coppa Italia. Finale della Supercoppa italiana. - 2008-2009 · 3º in Serie A, semifinale dei play-off scudetto. Semifinale della Coppa Italia. - 2009-2010 · 9º in Serie A. Quarti di finale della Coppa Italia. - 2010-2011 · 9º in Serie A. - 2011-2012 · 3º in Serie A, semifinale dei play-off scudetto. Vince la Coppa Italia (3º titolo). - 2012-2013 · 8º in Serie A, semifinale dei play-off scudetto. Finale della Supercoppa italiana. - 2013-2014 · 5º in Elite.A, semifinale dei play-off scudetto. Quarti di finale della Coppa Italia. - 2014-2015 · 9º in Serie A, primo turno dei play-off scudetto. Quarti di finale della Coppa Italia. - 2015-2016 · 8º in Serie A, quarti di finale dei play-off scudetto. Quarti di finale della Coppa Italia. - 2016-2017 · 7º in Alps Hockey League, semifinale dei play-off. 4º in Serie A, semifinale dei play-off scudetto. - 2017-2018 · 9º in Alps Hockey League. 3º girone A in Serie A. - 2018-2019 · 10º in Alps Hockey League, quarti di finale dei play-off. 5º in Serie A. - 2019-2020 · 2º in Alps Hockey League. 3º in Serie A, semifinale dei play-off scudetto. - 2020-2021 · 5º in Alps Hockey League, quarti di finale dei play-off. 3º in Serie A, semifinale dei play-off scudetto. - 2021-2022 · 5º in Alps Hockey League, quarti di finale dei play-off. 4º in Serie A. - 2022-2023 · 3º in Alps Hockey League, finale dei play-off. Campione d'Italia (17º titolo). - 2023-2024 · 2º in Alps Hockey League, finale dei play-off. 2º in Serie A, finale dei play-off scudetto. Vince la Supercoppa italiana (1º titolo). Terzo turno della IIHF Continental Cup. - 2024-2025 · 5º in Alps Hockey League, quarti di finale dei play-off. Campione d'Italia (18º titolo). |

## Strutture

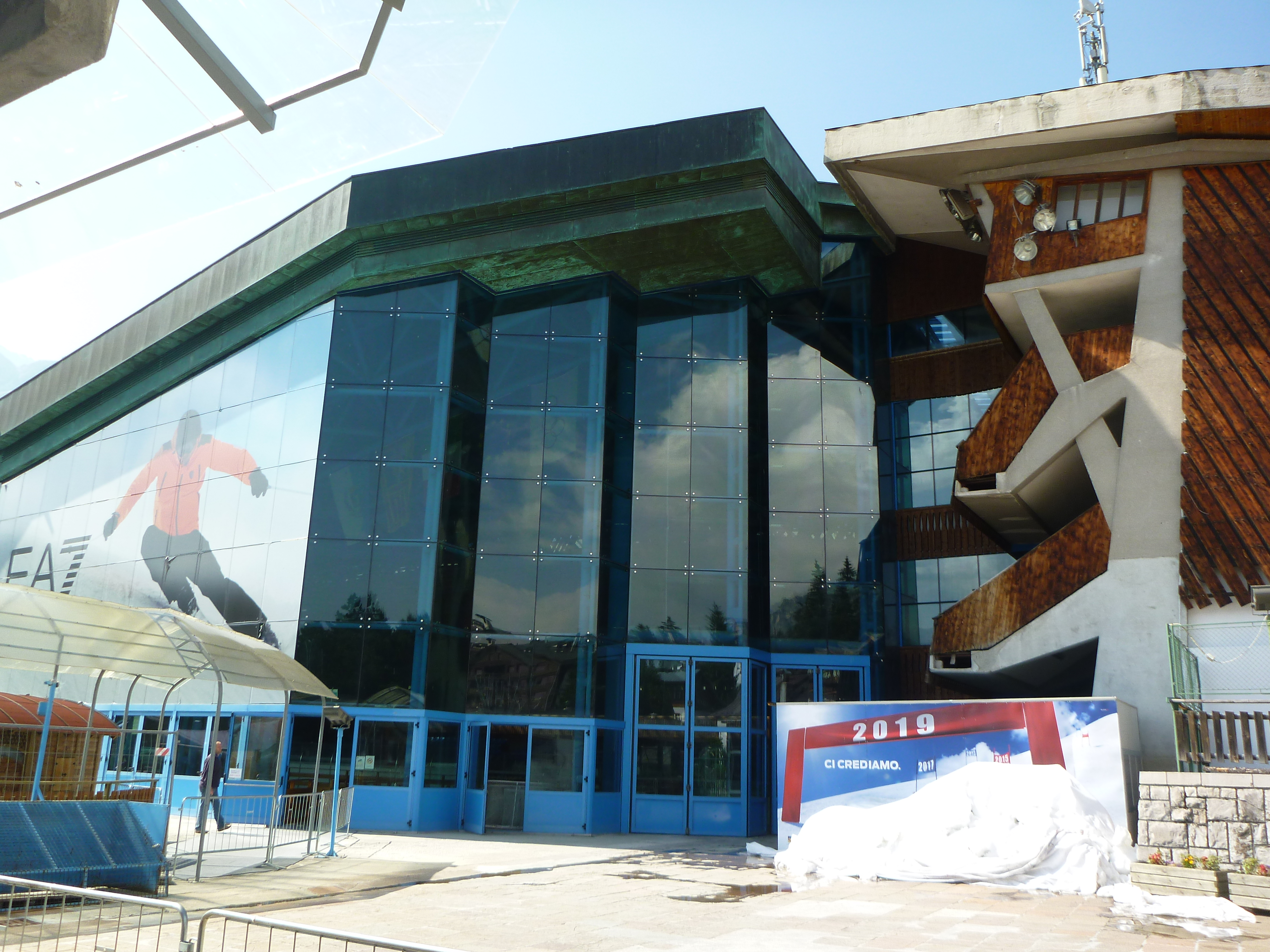
L'esterno dello stadio Olimpico di Cortina

Dopo aver solcato il ghiaccio dello Stadio Apollonio per circa trent'anni, dagli anni '50 del secolo scorso il Cortina disputa le proprie partite casalinghe presso lo Stadio Olimpico del Ghiaccio (costruito tra il 1952 ed il 1955 per ospitare le discipline sportive del ghiaccio dei VII Giochi olimpici invernali del 1956). Tra il 2007 ed il 2009 vi è stato un rilevante intervento di ristrutturazione dell'impianto che si è esteso su una superficie di 7.000 metri quadrati che ha limitato temporaneamente la capienza dello stadio ma che comunque non ha impedito alla squadra di usufruire dello stesso. Durante la stagione 2013/14 invece, a seguito delle abbondanti nevicate che hanno interessato il nord est del Paese, il Cortina è stato costretto a disputare alcune partite casalinghe presso lo stadio del ghiaccio di Corvara, a seguito del rischio del crollo del tetto dell'impianto ampezzano (la parte a rischio crollo a causa della neve era il nuovo lucernario-giunto strutturale, creato per consentire all'impianto un frequente cambio d'aria).

## Palmarès

### Competizioni nazionali
- Campionato italiano: 18

1932, 1956-1957, 1958-1959, 1960-1961, 1961-1962, 1963-1964, 1964-1965, 1965-1966, 1966-1967, 1967-1968 
1969-1970, 1970-1971, 1971-1972, 1973-1974, 1974-1975, 2006-2007, 2022-2023, 2024-2025
- Coppa Italia: 3

1972-1973, 1973-1974, 2011-2012
- Supercoppa italiana: 1

2023
- Serie B1: 2

1989-1990, 1993-1994

### Competizioni internazionali
- Coppe delle Alpi: 2

1960-1961, 1969-1970

## Statistiche

### Partecipazione ai campionati sovrannazionali
| Categoria          | Partecipazioni | Debutto   | Ultima stagione |
| ------------------ | -------------- | --------- | --------------- |
| Alpenliga          | 1              | 1998-1999 | 1998-1999       |
| Alps Hockey League | 9              | 2016-2017 | 2024-2025       |

### Partecipazione ai campionati nazionali
| Livello | Categoria            | Partecipazioni | Debutto   | Ultima stagione | Totale |
| ------- | -------------------- | -------------- | --------- | --------------- | ------ |
| 1º      | Campionato nazionale | 8              | 1925      | 1934            | 78     |
| 1º      | Serie A              | 58             | 1935      | 2012-2013       | 78     |
| 1º      | Elite.A              | 1              | 2013-2014 | 2013-2014       | 78     |
| 1º      | IHL - Serie A        | 11             | 2014-2015 | 2024-2025       | 78     |
| 2º      | Serie B1             | 6              | 1989-1990 | 1995-1996       | 8      |
| 2º      | Serie B              | 2              | 2000-2001 | 2001-2002       | 8      |

### Partecipazione alle coppe nazionali
| Competizione        | Partecipazioni | Debutto   | Ultima stagione |
| ------------------- | -------------- | --------- | --------------- |
| Coppa Italia        | 13             | 1972-1973 | 2015-2016       |
| Supercoppa italiana | 3              | 2007      | 2023            |

### Partecipazioni alla coppe internazionali
| Competizione         | Partecipazioni | Debutto   | Ultima stagione |
| -------------------- | -------------- | --------- | --------------- |
| Coppa dei Campioni   | 8              | 1965-1966 | 1975-1976       |
| IIHF Continental Cup | 1              | 2023-2024 | 2023-2024       |

## Organico

### Giocatori
| N° | Naz.                   | Ruolo | Sportivo               |  |  |  |
| -- | ---------------------- | ----- | ---------------------- |  |  |  |
| 3  | Italia (bandiera)      | D     | Francesco Forte        |  |  |  |
| 5  | Italia (bandiera)      | A     | Marco Sanna            |  |  |  |
| 8  | Italia (bandiera)      | A     | Ronny De Zanna         |  |  |  |
| 12 | Italia (bandiera)      | A     | Giorgio Panciera       |  |  |  |
| 18 | Italia (bandiera)      | D     | Lorenzo Constantini    |  |  |  |
| 19 | Italia (bandiera)      | D     | Nikita Ushnev          |  |  |  |
| 20 | Italia (bandiera)      | D     | Alberto Colli          |  |  |  |
| 21 | Italia (bandiera)      | A     | Riccardo Lacedelli     |  |  |  |
| 22 | Italia (bandiera)      | A     | Waltteri Lehtonen      |  |  |  |
| 23 | Italia (bandiera)      | A     | Filippo Pompanin       |  |  |  |
| 24 | Italia (bandiera)      | A     | Luca Barnabò           |  |  |  |
| 28 | Italia (bandiera)      | A     | Tommaso Alverà         |  |  |  |
| 29 | Italia (bandiera)      | A     | Leonardo Felicetti     |  |  |  |
| 35 | Stati Uniti (bandiera) | P     | Hayden Hawkey          |  |  |  |
| 36 | Italia (bandiera)      | A     | Andrea De Luca         |  |  |  |
| 43 | Italia (bandiera)      | P     | Aldo Pompanin          |  |  |  |
| 44 | Italia (bandiera)      | D     | Gabriele Parini        |  |  |  |
| 53 | Italia (bandiera)      | D     | Enrico Larcher         |  |  |  |
| 59 | Italia (bandiera)      | A     | Mikael Saha            |  |  |  |
| 60 | Italia (bandiera)      | A     | Noah Zardini Lacedelli |  |  |  |
| 65 | Italia (bandiera)      | A     | Giovanni Toffoli       |  |  |  |
| 67 | Stati Uniti (bandiera) | D     | Kris Pietroniro        |  |  |  |
| 72 | Italia (bandiera)      | A     | Davide Faloppa         |  |  |  |
| 76 | Italia (bandiera)      | A     | Francesco Adami        |  |  |  |
| 77 | Canada (bandiera)      | D     | Gregory Di Tomaso      |  |  |  |
| 90 | Italia (bandiera)      | P     | Sandro Lancedelli      |  |  |  |
| 93 | Italia (bandiera)      | A     | Martin Castlunger      |  |  |  |
| 97 | Italia (bandiera)      | A     | Giacomo Lacedelli      |  |  |  |

### Staff tecnico
- Allenatore:  Kai Suikkanen